# 광주동성중학교
광주동성중학교(光州東成中學校)는 대한민국 광주광역시 남구 진월동에 있는 사립 중학교이다.

## 학교 연혁
- 1921년 4월 1일 : 유은 최선진 선생이 광주사립보통학교 설립
- 1951년 9월 1일 : 광주동성중학교로 개편
- 1957년 1월 9일 : 학교법인 이사장 최동복 선생 취임
- 1963년 12월 13일 : 광주동성중학교 24학급 설립인가
- 1993년 3월 1일 : 광주광역시 남구 진월동 406번지 소재 신축 교사로 이전
- 2010년 9월 3일 : 학교법인 이사장 최용선 선생 취임
- 2021년 9월 1일 : 제30대 교장 이명수 선생 취임
- 2025년 1월 9일 : 제75회 150명 졸업(총 졸업생수 31,231명)

## 참고 자료
- 광주동성중학교 - 한국교육학술정보원 학교알리미